# Sarpsborg 08 FF
Sarpsborg 08 FF är en fotbollsklubb i Sarpsborg, Norge som bildades 15 januari 2008. Klubben är en samarbetsklubb för Sarpsborg-distriktet.
Samarbetet började 1999, men det var först 2007 man lyckades samla alla distriktets klubbar. Den sista större klubben i distriktet, Sarpsborg FK, gick då med i samarbetet. Matchtröjorna ändrades, och klubben bytte namn till Sarpsborg Sparta FK inför säsongen 2008. Inför 2009 års säsong antogs namnet Sarpsborg 08 FF.
2012 gick man upp i Tippeligaen efter att ha slutat på andraplats i Adeccoligaen efter IK Start.

## Spelare

### Spelartruppen
| Nr | Land    | Pos | Namn                            |
| -- | ------- | --- | ------------------------------- |
| 2  | Norge   | F   | Elias Haug                      |
| 4  | Norge   | F   | Bjørn Inge Utvik                |
| 5  | Norge   | F   | Magnar Ødegaard                 |
| 6  | Norge   | MF  | Martin Høyland                  |
| 7  | Norge   | A   | Martin Hoel Andersen            |
| 8  | Danmark | MF  | Jeppe Andersen                  |
| 10 | Sverige | MF  | Ramon Pascal Lundqvist          |
| 11 | Sverige | MF  | Simon Tibbling                  |
| 12 | Norge   | MV  | Jarik Sundling                  |
| 14 | Mali    | A   | Amadou Camara                   |
| 15 | Norge   | A   | Steffen Skålevik                |
| 16 | Norge   | F   | Joachim Thomassen               |
| 17 | Norge   | MF  | Joachim Soltvedt                |
| 18 | Gabon   | MF  | Serge-Junior Martinsson Ngouali |

| Nr | Land         | Pos | Namn                   |
| -- | ------------ | --- | ---------------------- |
| 20 | Norge        | MF  | Peter Reinhardsen      |
| 21 | Norge        | MV  | Anders Kristiansen     |
| 22 | Norge        | A   | Kristian Opseth        |
| 23 | Danmark      | A   | Gustav Mogensen        |
| 25 | Danmark      | MF  | Mikkel Maigaard        |
| 26 | Burkina Faso | A   | Moubarack Compaoré     |
| 29 | Danmark      | MF  | Victor Torp            |
| 31 | Danmark      | F   | Anton Skipper          |
| 32 | Norge        | F   | Eirik Wichne           |
| 40 | Norge        | MV  | Leander Øy             |
| 72 | Norge        | MF  | Sander Christiansen    |
| 74 | Norge        | A   | Aridon Racaj           |
| 77 | Norge        | F   | Markus Welinder        |
| 90 | Ghana        | A   | Christopher Bonsu Baah |

### Utlånade spelare
| Nr | Land  | Pos | Namn                                                |
| -- | ----- | --- | --------------------------------------------------- |
| 1  | Norge | MV  | Simen Vidtun Nilsen (i Skeid till 31 december 2023) |